# Església de fusta de Heddal

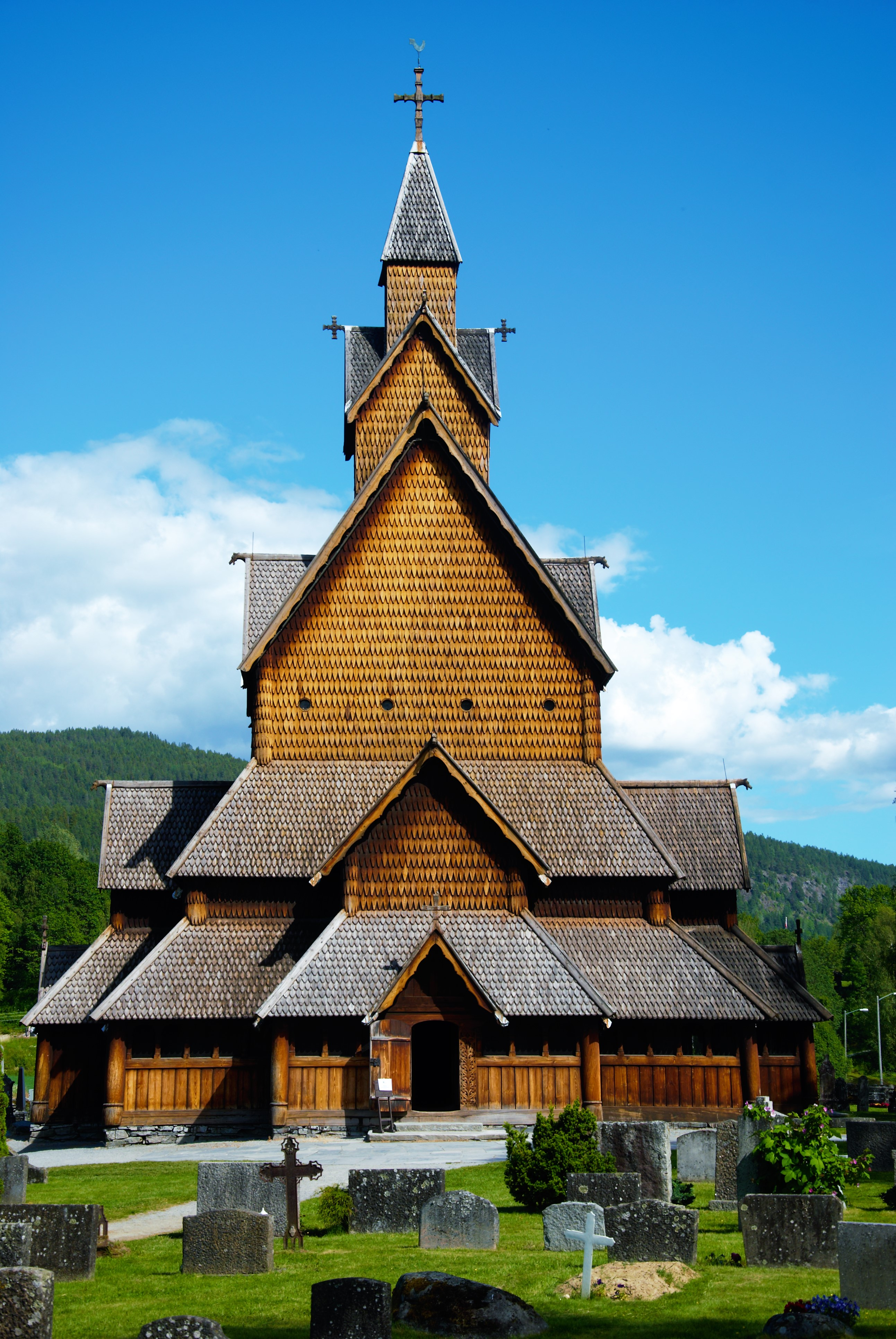
Vista simètrica frontal de l'església de fusta de Heddal.

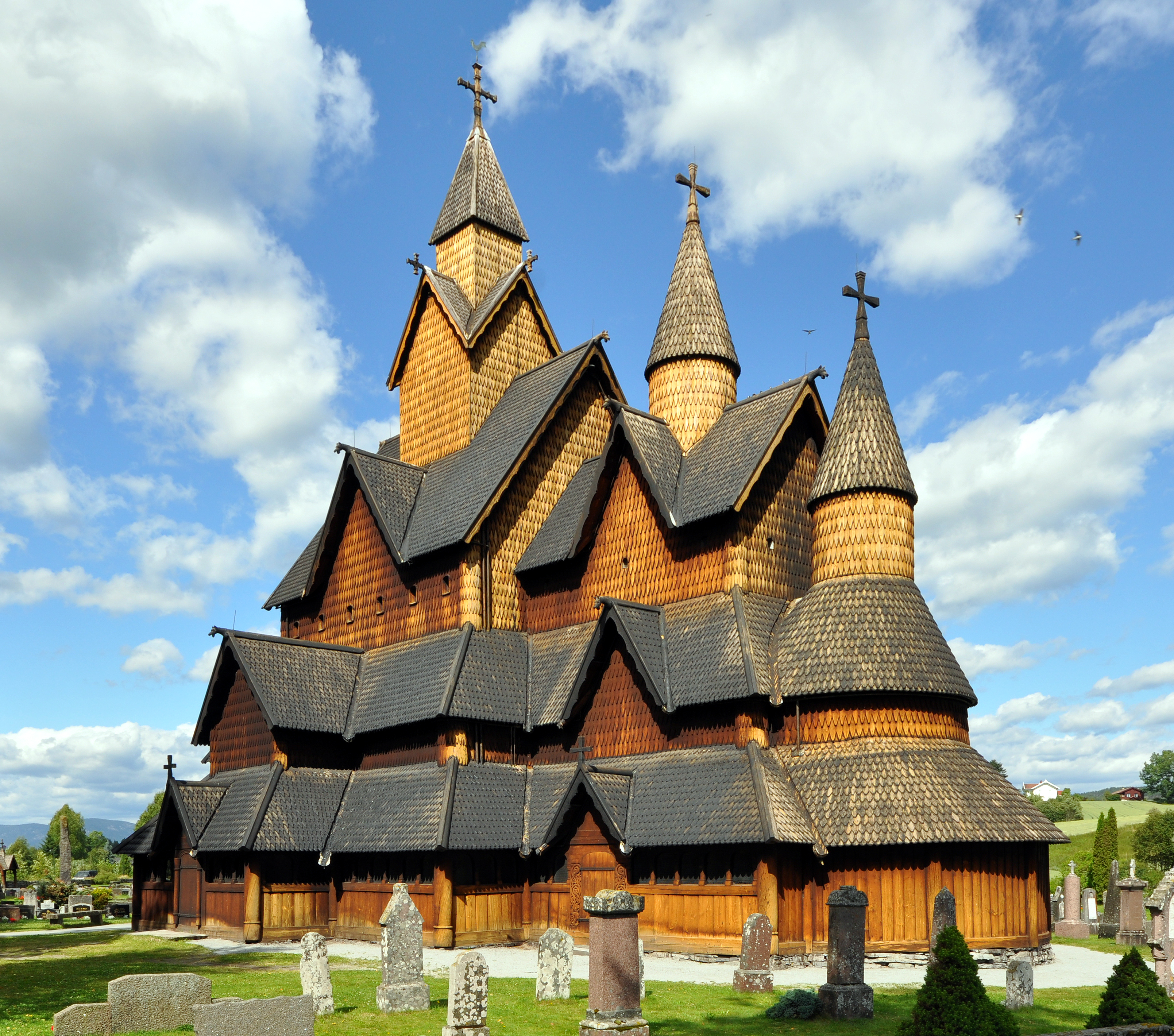
L'església de fusta de Heddal, vista des de l'occident.

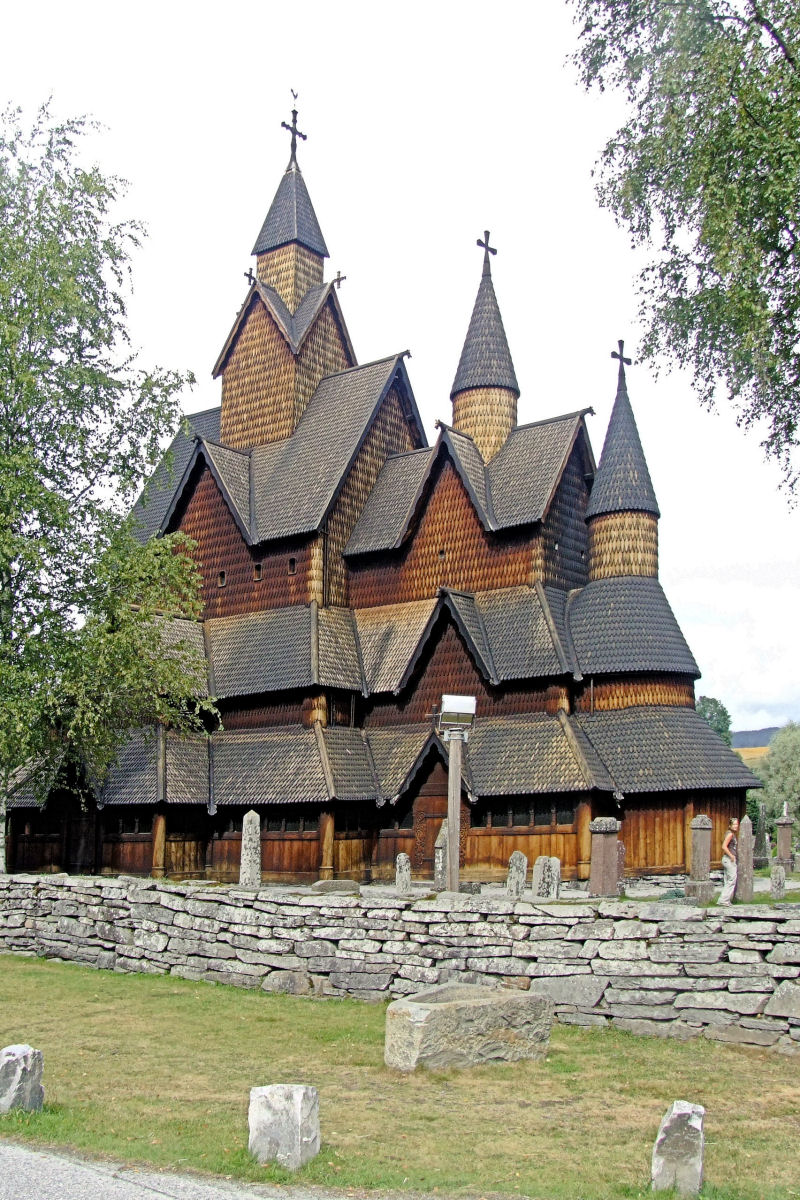
Vista des del sud-est. S'aprecien les tres torres amb les seves respectives cuculles.

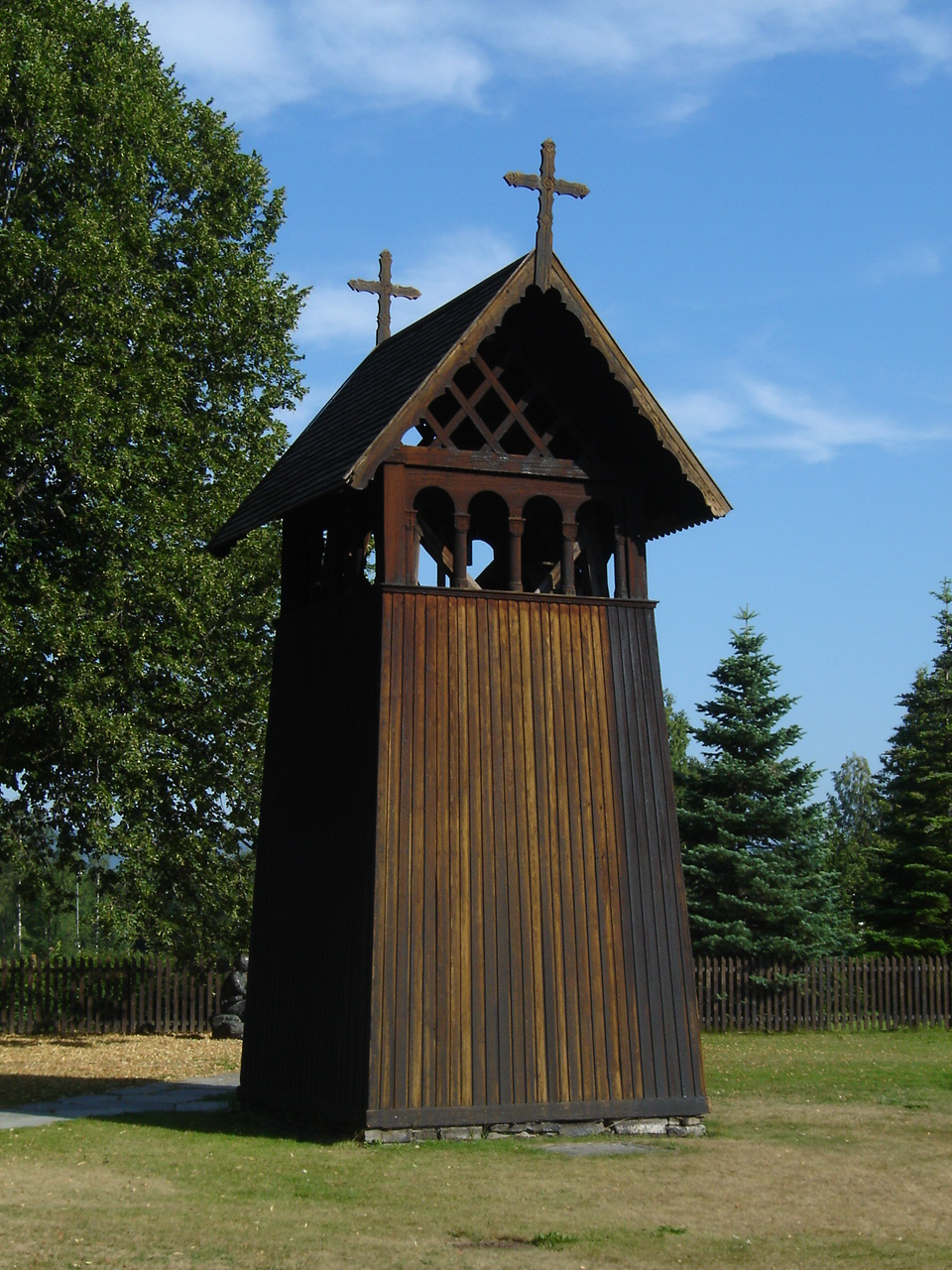
El campanar.

L'església de fusta de Heddal és una stavkirke —una església medieval cristiana de Noruega construïda en fusta— de la primera meitat del segle xiii al municipi de Notodden, a Telemark.
És la més gran entre totes les stavkirke conservades i un important centre turístic. Manté les funcions litúrgiques d'un temple luterà

## Característiques
Presenta un aspecte monumental, és una stavkirke de tipus B la planta de la qual consisteix d'una nau, un cor amb absis semicircular, i un corredor que envolta tota l'església. Tant la nau com el cor es divideixen en una sala central de sostre elevat envoltada per un deambulatori amb un sostre de menor elevació.
En l'alçat, l'església consisteix en la seva part més alta —corresponent a la nau— d'un escalonament quíntuple. El primer nivell el dona el corredor, el segon la part superior del deambulatori, el tercer la paret de la sala central, i el quart i el cinquè la torre central, que en un moment va ser el campanar de l'església. El cor té un escalonament quàdruple, i l'absis un de triple. L'església posseeix tres torres amb cuculla: una al centre de la nau, una al centre del cor i una més en l'absis; mentre la primera té cuculla piramidal, les dues últimes presenten una de cònica. Hi ha projeccions en forma de pinyons en els sostres i murs dels costats sud, nord i occident del temple.

## Història

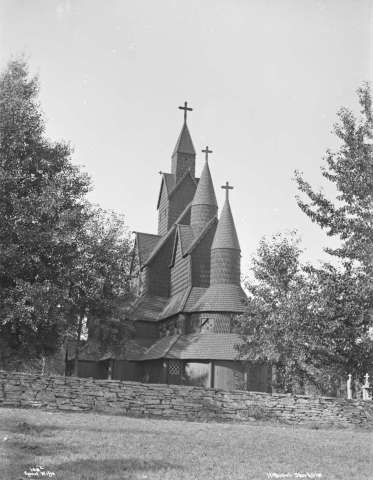
Fotografia d'Axel Lindahl (finals del).

La història de l'església de fusta de Heddal no ha estat gaire estudiada. Algunes recerques arqueològiques han trobat restes de fusta més antics, la qual cosa suggereix que l'església actual va poder haver estat aixecada sobre les ruïnes de temples d'èpoques anteriors.
S'accepta de manera general que va ser construïda cap al segle xii, però existeixen divergències. Es creu que va poder haver estat construïda en dues etapes, per la qual cosa hi hauria diferència de diverses dècades entre la construcció de la nau i la del cor. Hi ha inscripcions rúniques en el corredor exterior, que assenyalen que l'església va ser consagrada a la Mare de Déu l'any 1242.
Encara que mai ha estat devastada per incendis o alguna catàstrofe natural, l'església es va deteriorar amb el temps. Va haver-hi una restauració significativa entre 1849 i 1851. A la dècada del 1950 es va realitzar una nova, que va tenir com a propòsit el retorn de l'aspecte original de l'església.

## Inventari
De l'Edat Mitjana només roman un encenser suspès en el cor i una banca tallada del segle xiii. Un canelobre medieval de ferro forjat de 23 espelmes es troba avui a la col·lecció d'antiguitats de la Universitat d'Oslo, el mateix que un antic frontal.
A l'època protestant pertany la pila baptismal i el retaule, aquest és una obra del segle xvii.
Les pintures murals són totes de 1668. En el cor queden encara alguns rastres de la pintura medieval original.
A l'exterior se situa el campanar, edificació de fusta del segle xix, construïda per evitar que el pes de les campanes provoqués l'ensulsiada de la torre central de la nau.